# Slepičák

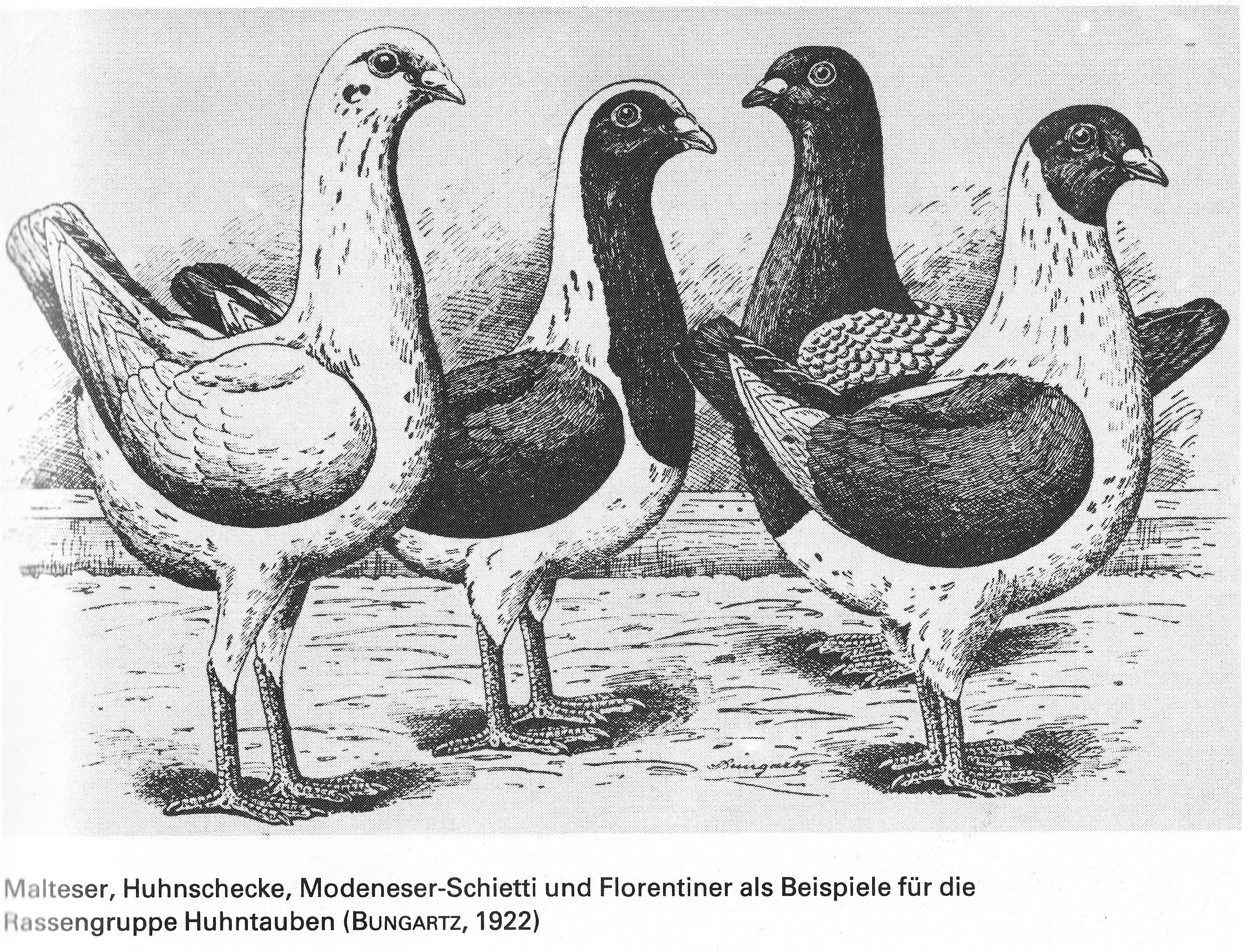
Plemena slepičáků: zleva doprava - maltézský slepičák, vídeňský slepičák, florentýn (vpředu) a modenka

Slepičák je zástupce plemene holuba domácího, které je charakteristické zvětšením hrudi ptáka až do té míry, že se tvarem těla podobá slepici. Plemenná skupina slepičáků je nepočetná, avšak vyhraněná a jednotlivá plemena jsou si značně podobná.
Jsou podobní užitkovým plemenům a stejně jako oni mají kořeny v čistě užitkového zaměření chovu. V anglicky mluvících zemích je skupina slepičáků označovaná jako utility pigeons, tedy užitkoví holubi. V češtině se však užitkovými holuby obvykle myslí plemenná skupina, která je v zahraničí pojmenovaná holubi tvaru či holubi formy.
Slepičáci jsou charakterističtí utvářením těla. Jejich trup je vodorovně nesený a hrudní partie jsou obzvláště vyvinuté. Ocas je relativně krátký a mírně až kolmo vztyčený. Původní užitkoví slepičáci měli kratší a silný krk, mírně protáhlý trup, kratší a jen lehce vztyčený ocas a středně vysoké nohy. Následně u některých plemen převážil exteriérový směr šlechtění, došlo ke zkrácení trupu a prodloužení krku i nohou a mezi současné slepičáky patří holubi s nejdokonalejšími a nejzvláštnějšími tělesnými tvary vůbec. V seznamu plemen EE je plemenné skupině slepičáků vyhrazena číselná řada 0200.

## Plemena slepičáků v seznamu EE

### Florentýnský slepičák

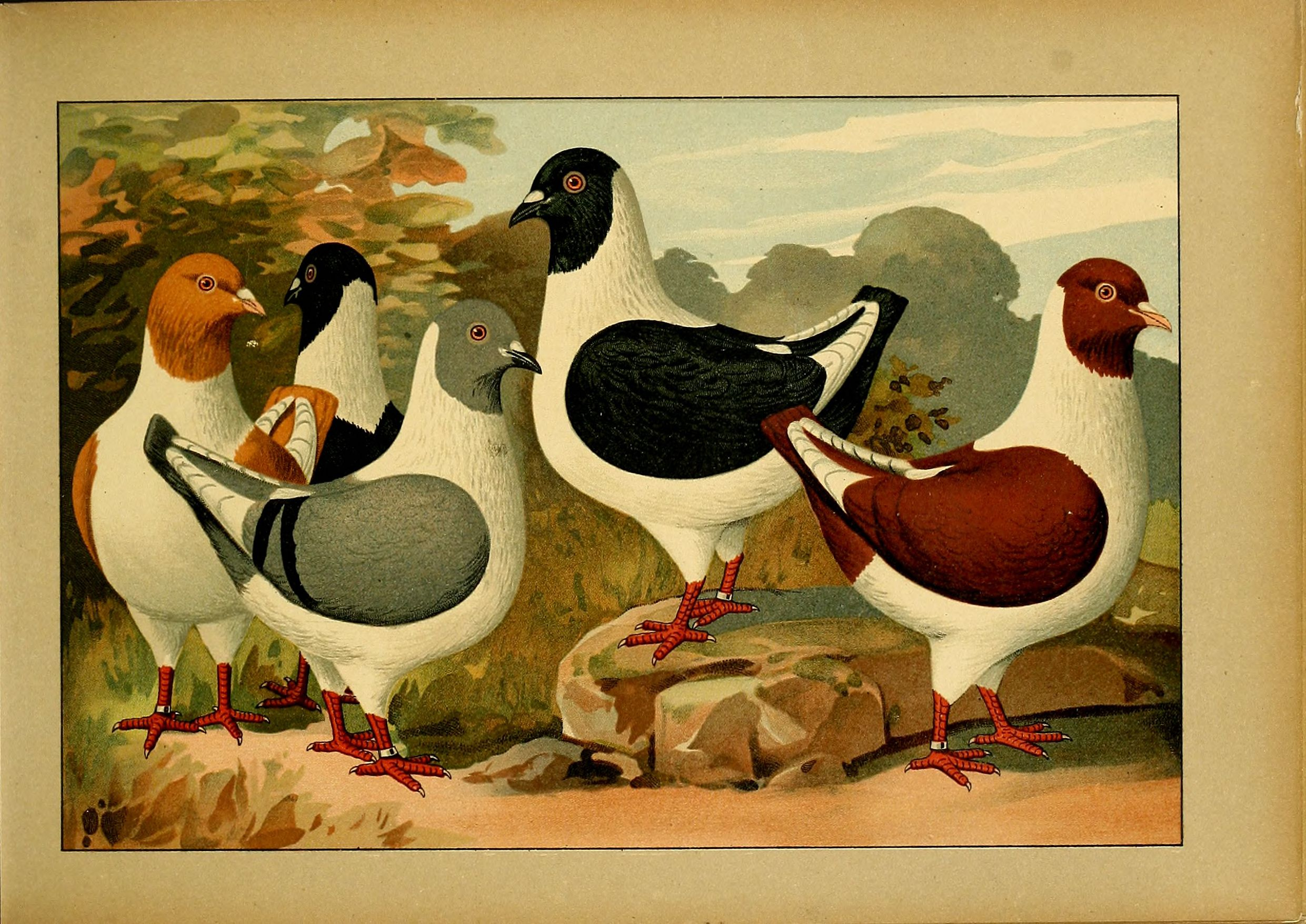
Barevné rázy florentýna: žlutý, modrý, černý a červený

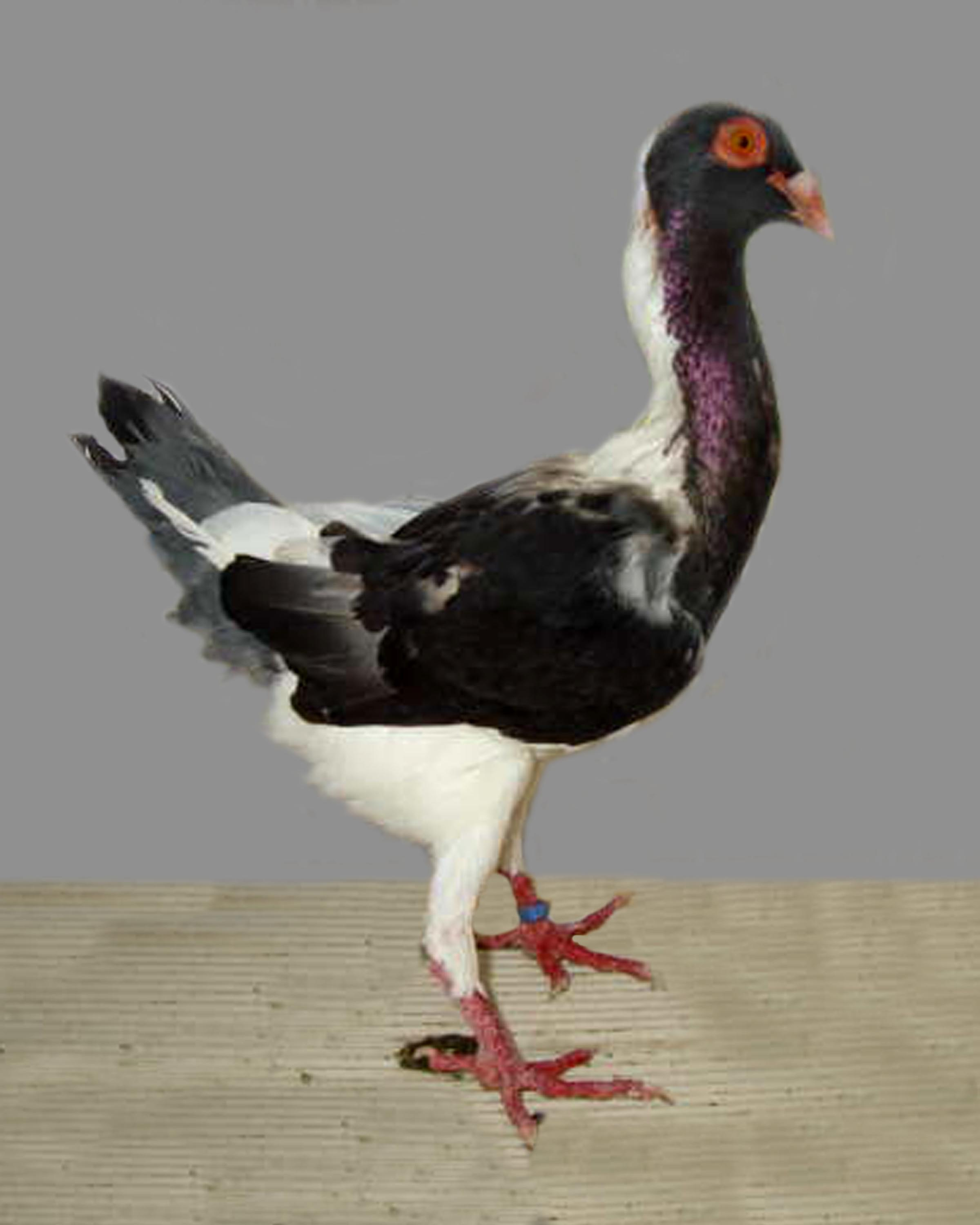
Vídeňský slepičák černý

Florentýnský slepičák, též florentský slepičák, florentský holub nebo florentýn, je nejstarším plemenem slepičáků. Je to velký a těžký holub s širokou a vypjatou hrudí, krátkými zády a výrazně zvednutým ocasem. Krk je silný a dlouhý, kratší však než u maltézského holuba. Nohy jsou dlouhé a silné. Florentýn se chová v pštrosí kresbě, základní barva opeření je bílá, barevná je hlava s obojkem, štíty křídel a ocas. Kvůli své velikosti florentský slepičák špatně létá. V seznamu plemen EE má číslo 0201.

### Vídeňský slepičák

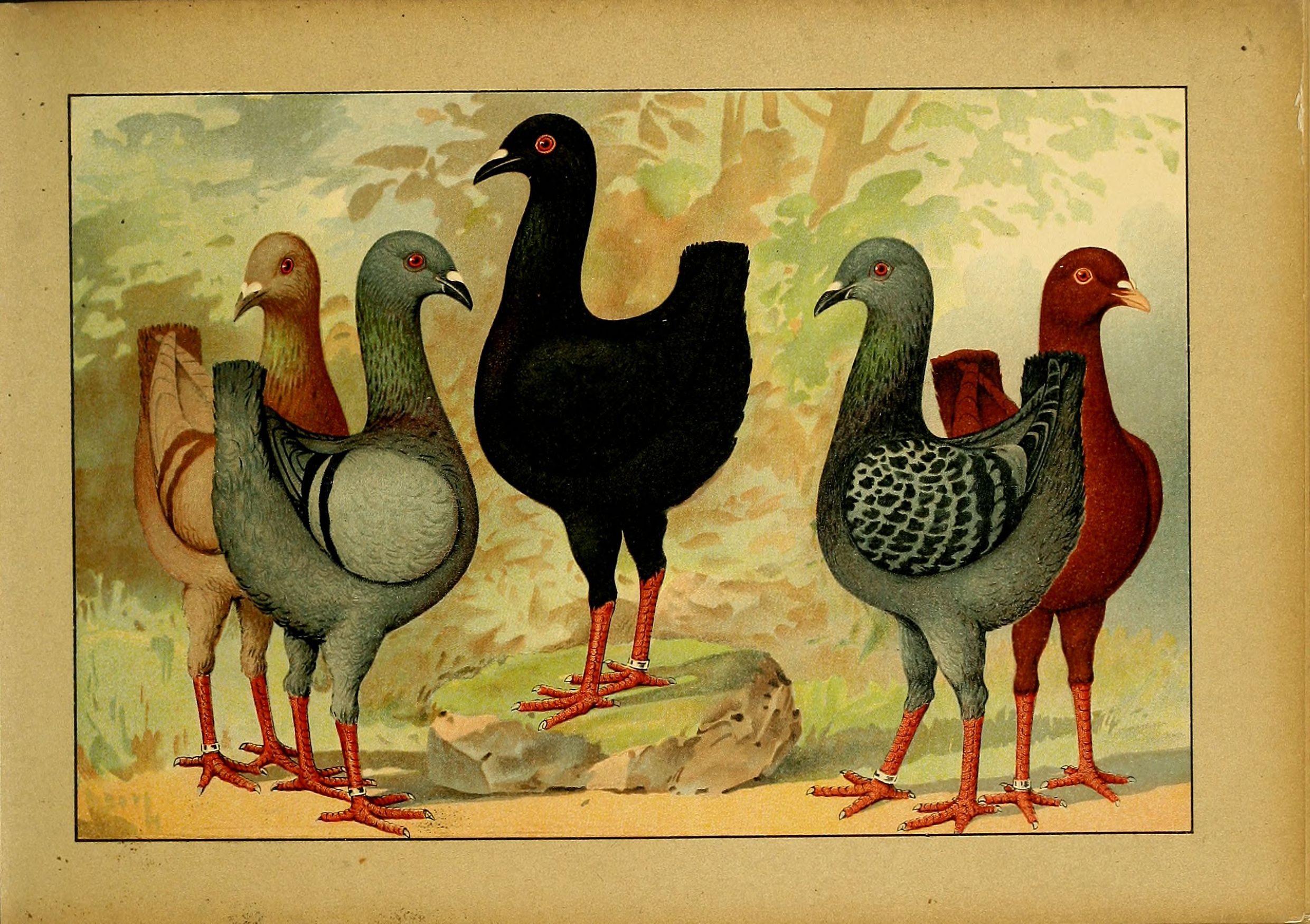
Některé barevné rázy maltézana, zleva doprava: hnědě plavý pruhový, modrý pruhový, černý, modrý kapratý, červený

Vídeňský slepičák, též vídeňský slepičák straka nebo prostě slepičák, je velký, impozantně působící holub. Má dlouhý, štíhlý a vzpřímeně nesený krk a orlí hlavu: Zobák je klopený, silný a dlouhý. Linie hlavy a zobáku by neměla být ničím rušena. Hřbet je široký a krátký, křídla mírně odstávají od těla a zdůrazňují tak šířku hrudi ptáka. Ocas je nesen níže než u florentýna, nejvíce pod úhlem 35°. Nohy jsou velmi dlouhé, silné a rovné. Celková výška ptáka je asi 45 cm. Zvláštností vídeňského slepičáka je jeho kresba: celá hlava a náprsenka sahající až k hrudní kosti je barevná, stejně tak štíty křídel a ocas včetně podocasního klínu. Od kořene zobáku se po celém temeni až do záhlaví táhne 3–5 cm široká bílá pěšinka. Mezi barevnou náprsenkou a barevným ohbím křídel je asi 1 cm široká bílá mezera, bílé jsou také ruční letky. V seznamu plemen EE má číslo 0202.

### Maltézský slepičák

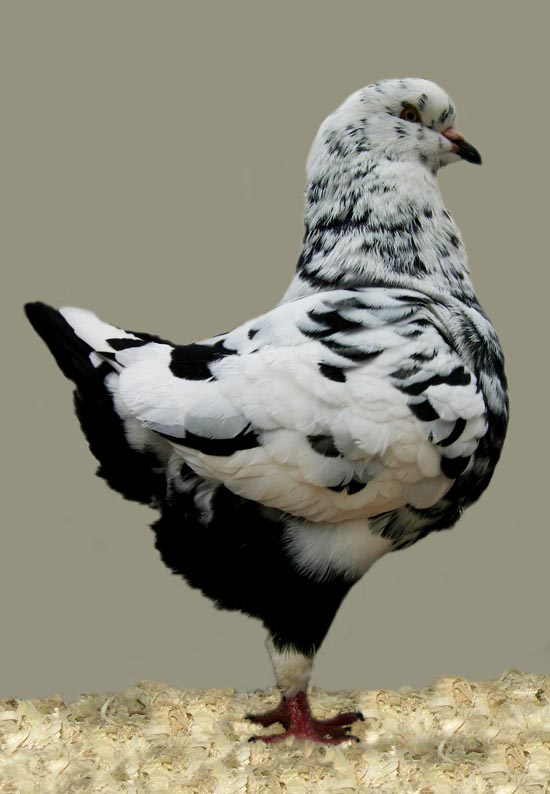
King černý tygr

Maltézský slepičák, též maltézský holub nebo maltézan, je staré, původně užitkové plemeno, které je v současné době exteriérově nejdokonalejším a nejextrémněji prošlechtěným plemenem slepičáků. Společně s vídeňským slepičákem je ze všech slepičáků nejvyšší. Vyznačuje se velmi dlouhým vzpřímeným krkem, co nejkratším vodorovně neseným trupem a krátkým ocasem, který s tělem svírá úhel 90°. Nohy jsou velmi dlouhé a štíhlé. Nejlepší holubi jsou až 40 cm vysocí. Maltézský slepičák je špatný letec, kterého lze chovat jen v nízce položených holubnících, nejvhodnější je zahradní voliéra. V seznamu plemen EE má číslo 0203.

### King
King je moderní plemeno vyšlechtěné ve Spojených státech. Cílem bylo získat velká jatečná holoubata v intenzivním chovu. Je to nejtěžší plemeno holubů, běžně dosahuje hmotnosti kolem jednoho kilogramu, velcí ptáci dorůstají do hmotnosti 1 100–1 400 g, mladá zvířata mají 870–1 080 g. Postupem času došlo k rozdělení na dva užitkové směry: užitkový king je spíše menší, stále velkého tělesného rámce, je velmi plodný, což je kromě hmotnosti další podmínka užitkovosti holuba, a nejčastěji je bílý. U výstavního kinga je cílem co největší hmotnosti i na úkor plodnosti. Je to mohutný holub s krátkým, širokým a hlubokým tělem, jehož spodní část je formovaná do charakteristické kolíbky. Je špatným letcem vhodným pro voliérový chov. V seznamu plemen EE má číslo 0204.

### Modena

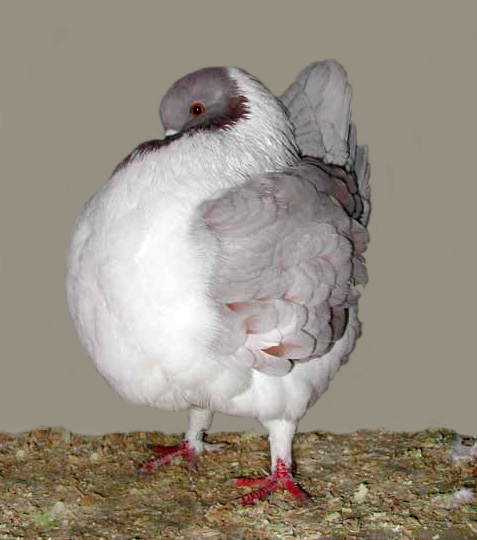
Modena, levandulová v pštrosí kresbě

Modena, též anglický modena je středně velké plemeno zaoblených tvarů. Jeho tělo je krátké a široké, křídla kratší a ocas téměř kolmo nesený. Krk a nohy jsou ve srovnání s jinými plemeny slepičáků spíše kratší. Je to živý a plodný holub, vhodný pro volný i voliérový chov. V seznamu plemen EE má číslo 0205.

### Modenka

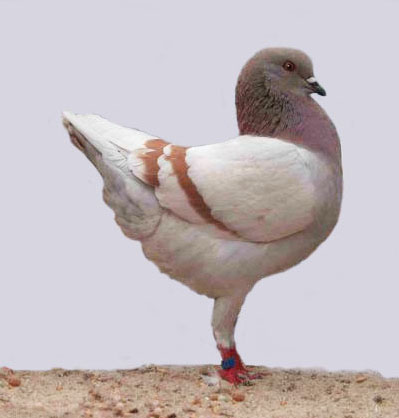
Modenka červený červenopruhý

Modenka, též modenský slepičák, podle německého vzorníku německý modeňák je nejmenší plemeno slepičáků. I mezi ostatními plemeny holubů patří k těm menším, nedosahuje větší hmotnosti než 400 g. Modenka má zaoblené tělo s širokou a klenutou hrudí, záda jsou široká, krátká a mírně prohnutá a ocas je nesen pod úhlem 45°. Krk je středně dlouhý a nohy rovné a vyšší. Modenky se chovají ve značném množství barevných a kresebných rázů. V seznamu plemen EE má číslo 0206.

### Italská modenka triganino

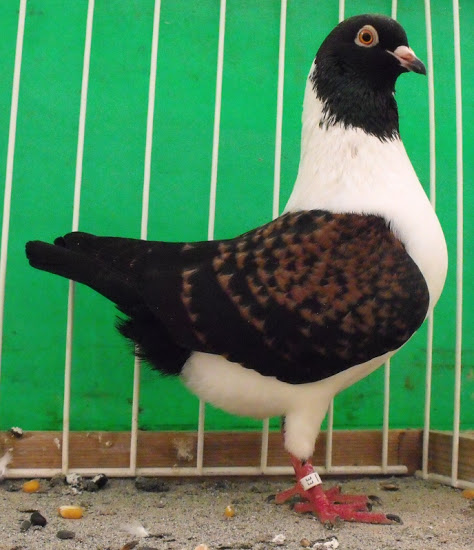
Modenka triganino v pštrosí kresbě

Italská modenka triganino je předkem modeny i modenky, mimo Itálii je však chována jen minimálně. Pochází z okolí města Modena, kde se chovala už ve 14. století. Je to holub hravý letem, který byl používán též jako holub poštovní na krátké vzdálenosti. Je to malý holoubek živého temperamentu a vyvážených tělesných tvarů, tělo je zaoblené s širokohu hrudí, záda jsou spíše kratší a ocas mírně nahoru nesený. Nohy jsou vysoké a štíhlé. Italská modenka triganino dobře a rychle létá a ve vzduchu dokáže rychle měnit směr. V současnosti je to ohrožené plemeno. V seznamu plemen EE má číslo 0207.